# Dick Couvée (historicus)

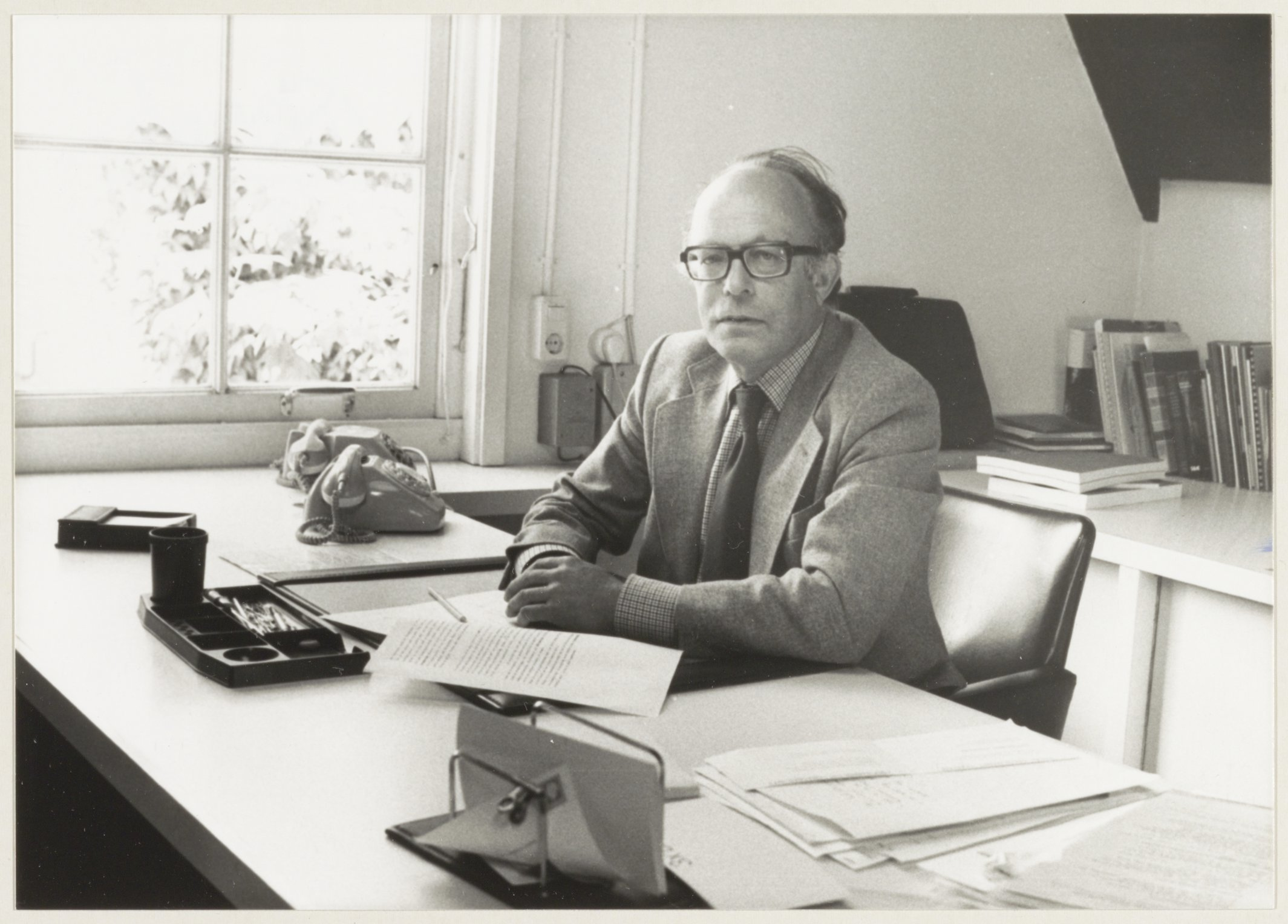
Couvée in 1980

Dirk Hendrik Dick Couvée (29 maart 1921 - 30 januari 2000), ook gekend onder zijn voorletters D.H. Couvée, was een Nederlands historicus, publicist en museumbestuurder.
Couvée begon zijn loopbaan bij boekhandels en uitgeverijen en was sinds 1948 actief in de journalistiek. Hij was vervolgens bibliothecaris van het Instituut voor Perswetenschappen aan de Universiteit van Amsterdam. Hij verwierf bekendheid als museumbestuurder. Couvée was hoofd van de afdeling Nederlandse geschiedenis in het Rijksmuseum en was verantwoordelijk voor een grote herindeling hiervan die in oktober 1971 geopend werd door koningin Juliana. Vervolgens was hij van 1972 tot 1983 directeur van het Frans Hals Museum in Haarlem. Hij is ook gekend om zijn kennis van de persgeschiedenis. Couvée publiceerde verschillende werken waaronder Leve de Willemien, De Meidagen van '40 en samen met Anje Boswijk het feministische Vrouwen Vooruit. Hij was voorzitter van de Museumvereniging en van de Stichting het Nederlands Persmuseum.

## Selectie werken
- Leve de Willemien! : het jaar 1898 van Wilhelmina's inhuldiging opnieuw beleefd, 1958
- De Meidagen van '40, 1960
- Ons Koninkrijk geboren 1813-1815, 1963 (met A.G. Pikkemaat)
- De Dam : de geschiedenis van een plein, 1968
- Protest per prent, 1971 (boekenweekgeschenk)
- Vrouwen vooruit! : de weg naar gelijke rechten, 1979 (met Anje Boswijk)